# Interstate 95 (Massachusetts)
Cet article traite d'une section intra-État de l'autoroute. Pour l'article traitant de l’autoroute au complet, référez-vous à Interstate 95.
L'interstate 95 au Massachusetts constitue un segment de l'Interstate 95, l'autoroute majeure de la côte est des États-Unis. Cette autoroute, longue de plus de 3000 kilomètres, relie les villes de Miami, Jacksonville, Washington, Baltimore, Philadelphie, New York et Boston. Elle est aussi l'une des autoroutes les plus empruntées dans le pays.
Dans sa section au Massachusetts, elle adopte une orientation nord-sud en passant dans la région urbanisée de l'est du Massachusetts. Elle est l'autoroute de contournement de la ville de Boston, la plus grande ville de la Nouvelle-Angleterre. Elle relie l'État au Rhode Island (vers Providence) au sud, et au New Hampshire au nord (vers Portsmouth). Sa section dans l'État mesure 148 kilomètres, soit un peu plus de 90 miles, et est la principale autoroute de contournement de la ville de Boston.

## Tracé

### Connecticut à laBeltway
L'Interstate 95 entre dans le Massachusetts depuis le Rhode Island, juste au nord de la ville de Pawtucket, au Rhode Island. La ville de Providence, la deuxième plus grande ville de la Nouvelle-Angleterre et la capitale du Rhode Island, est située 10 miles au sud de la frontière.
Au Massachusetts, l'Interstate 95 traverse la ville d'Attleboro, entre les sorties 1 et 5. Elle possède généralement une orientation nord-nord-est / sud-sud-ouest dans la ville. À la hauteur de la sortie 4, elle croise l'interstate 295, l'autoroute de contournement nord-ouest du grand Providence. Cette autoroute peut être utilisée pour les automobilistes voyageant vers New York et New Haven, en évitant Providence. Alors qu'elle continue de se diriger vers le nord, la East Coast Freeway passe à l'est de North Attleboro, puis croise l'interstate 495, l'autoroute de contournement extérieure de la grande agglomération de Boston. Par la suite, elle passe entre les villes de Mansfield et Foxboro, puis tourne vers le nord-nord-ouest après la sortie 8. Elle revient toutefois vers le nord-nord-est dès la prochaine sortie, alors qu'elle passe entre les villes de Sharon et de Walpole. Elle entre par la suite dans le territoire de la ville de Canton, et les sorties 10 et 11 mènent à la ville. C'est à la hauteur de la sortie 12, au nord de Canton, qu'elle courbe vers l'ouest-nord-ouest, sur le Boston Inner Belt ou la Yankee Division Highway. La sortie 12 est un échangeur trumpet incomplet, qui devait autrefois être un échangeur cloverleaf, la I-95 devait continuer vers le centre de Boston. De plus, pour aller vers le centre de Boston, les usagers doivent emprunter la sortie 12 vers l'Interstate 93, qui débute à la hauteur de cette sortie,.

### Grand Boston

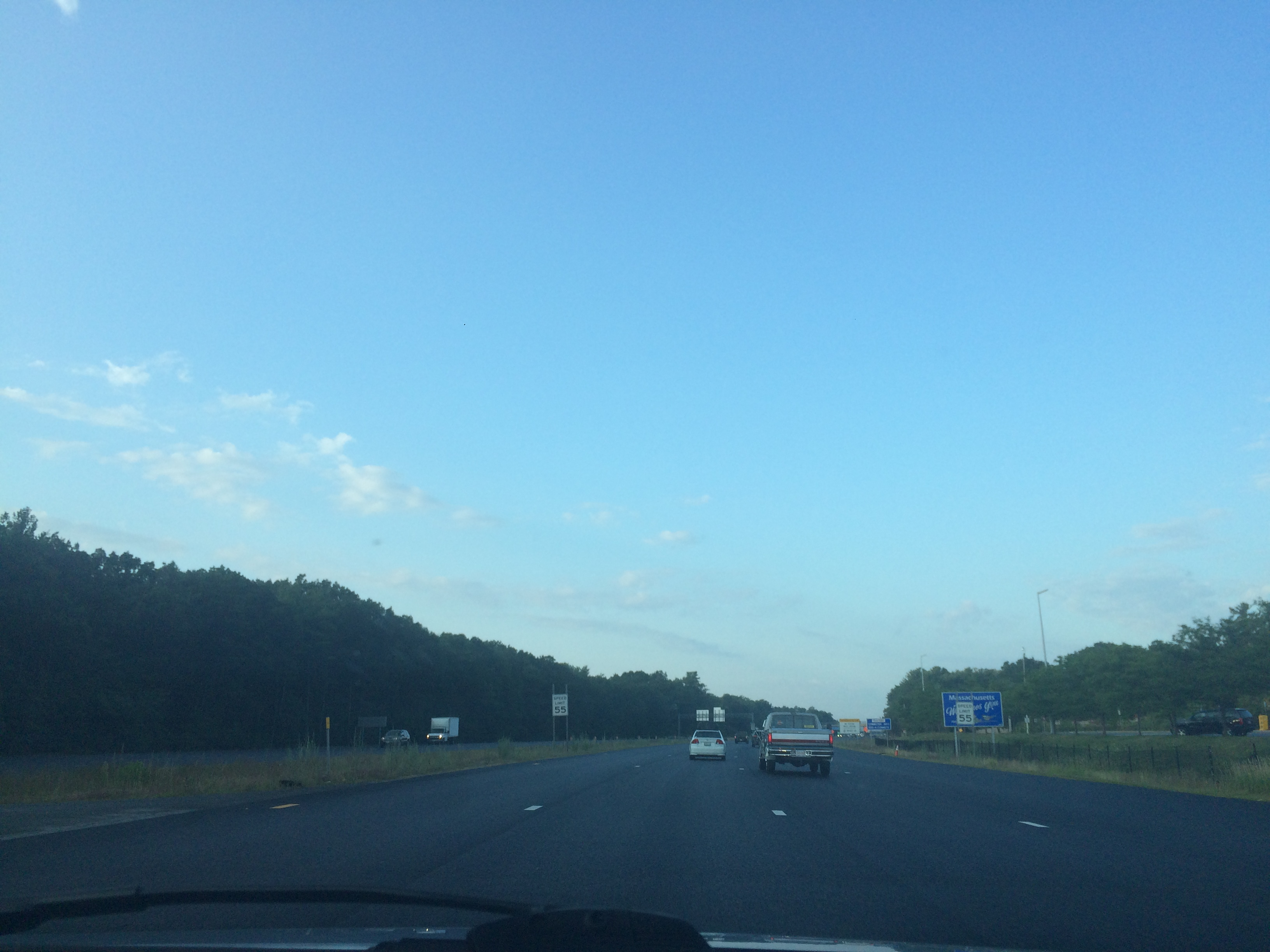
L'interstate 95 direction sud à la frontière Massachusetts-New Hampshire.

Une fois sur l'autoroute de contournement intérieure de Boston, la plus grande ville de la Nouvelle-Angleterre avec plus de 6 millions d'habitants dans la grande zone urbaine, elle devient en multiplex avec la US 1 pour un court moment, puis celle-ci la quitte à la hauteur de la sortie 15. Durant toute cette section, la I-95 est en chevauchement avec la route 128 du Massachusetts, qui fait partie de la voie de contournement.
Alors qu'elle passe au nord de Islington et au sud de Dedham. Elle devient une autoroute avec un très large terre-plein entre les sorties 15 et 1807, elle qu'elle courbe vers le nord. Elle croise notamment la route 109 à la hauteur des sorties 16AB. Elle se dirige ensuite pendant un court moment vers le nord-nord-est, puis revient vers le nord-nord-ouest en suivant la rive ouest du Culter Park et de la rivière Charles. Elle possède ensuite plusieurs sorties (19 à 22) qui mènent vers Needham et Wellesley vers l'ouest, et vers Newton vers l'est. La sortie 20 connecte notamment à la route 9 du Massachusetts, qui mène vers Brookline.
Tout de suite après, aux sorties 23 et 24, elle croise l'Interstate 90, la plus longue autoroute inter-États des États-Unis. Cette section de l'I-90, nommée le Massachusetts Turnpike (simplifié Mass Pike), est à péage, et connecte l'ouest du grand Boston au centre-ville de Boston vers l'est. Vers l'ouest, elle permet l'accès à Worcester, Springfield, ainsi qu'à Albany et Buffalo dans l'État de New York. Elle est, avec l'Interstate 95, la principale autoroute de l'État.
Alors que la East Coast Freeway se dirige toujours vers le nord, elle traverse le territoire de Waltham entre les sorties 26 et 28, puis croise la section autoroutière de la route 2 du Massachusetts, qui mène vers Arlington et Cambridge notamment. Par la suite, entre les sorties 29 et 32 elle contourne le nord-ouest de Lexington, puis courbe vers le nord-est alors qu'elle forme un court multiplex avec la US 3 entre les sorties 32A et 33. Ensuite, elle passe dans le territoire de Woburn, puis à la sortie 37, elle croise à nouveau l'Interstate 93, qui mène à nouveau vers le centre de Boston, mais aussi vers le centre du New Hampshire, Manchester, Concord et vers le Vermont également (via l'I-89). À cet instant, l'I-95 adopte une orientation ouest-est.
Traversant maintenant la ville de Reading et contournant le nord de Wakefield, l'Interstate 95 effectue toujours sa boucle autour de Boston, alors qu'elle se rapproche de la US 1. C'est à la sortie 44 qu'elle la croise, elle qui mène vers Revere, Everett, Chelsea et Boston notamment. Alors qu'elle est située sur le territoire de Peabody, elle se détache de la boucle et de la route 128 du Massachusetts pour se diriger plein nord, en quittant progressivement l'aire urbanisée de Boston.

### Peabody au New Hampshire
L'Interstate 95 s'éloigne ensuite de la boucle en suivant de très près la U.S. Route 1 (à l'ouest de l'I-95), puis en traversant la ville de Danvers. Au fur et à mesure qu'elle se dirige vers le nord, le territoire devient de moins en moins urbanisé, particulièrement à partir de la sortie 50. Pour ses prochains miles, elle passe à l'ouest de Topsfield et à l'est de Georgetown, en se dirigeant plein nord, puis à la hauteur de la sortie 57, elle entre dans la zone urbanisée de Amesbury, passant près de Newburyport. À la sortie 59, elle croise à nouveau l'Interstate 495 vers l'ouest seulement, vers Lowell notamment. Après la sortie 60, elle traverse la frontière entre le Massachusetts et le New Hampshire, vers Portsmouth et, ultérieurement, Portland, au Maine.

## Historique

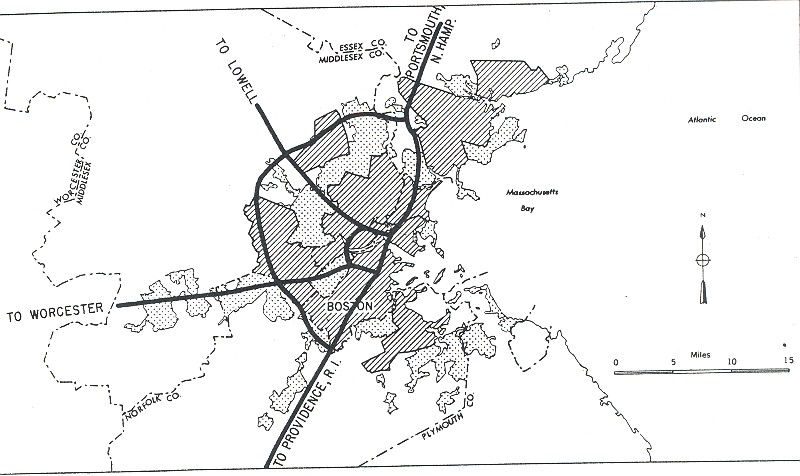
Le plan original des autoroutes dans le grand Boston, en 1955. La Southwest Expressway ainsi que l'Inner Belt sont visibles, en plus de l'I-95 actuelle autour de Boston.

Les plans originaux de l'Interstate 95 dans le Massachusetts indiquaient qu'elle passerait dans le centre-ville de Boston. En effet, elle devait, à partir de son échangeur avec la route 128 et l'Interstate 93 à Canton, suivre le Southwest Corridor à travers le sud-ouest de Boston, puis croiser la Inner Belt à la hauteur de Roxbury. Par la suite, elle devait rejoindre l'échangeur actuel entre l'interstate 93 et la Massachusetts Avenue (une petite section autoroutière est d'ailleurs visible dans ce secteur, le Massachusetts Avenue Connector, qui devait faire partie de l'Interstate 95), puis celle-ci devait suivre l'artère centrale dans le centre-ville de Boston (actuelle I-93). Elle devait ensuite quitter la ville par le nord-est sur la Northeast Expressway, l'actuelle U.S. Route 1, et ce, jusqu'à Peabody et Danvers pour à nouveau rejoindre la route 128 (actuelle I-95 autour de Boston).
Toutefois, cette section de l'autoroute ne fut jamais complétée à cause de la pression des résidents contre les autoroutes dans la ville de Boston. Dû à cela, en 1972, le gouverneur Francis Sargent annula tous les projets d'autoroutes à l'intérieur de la ville de Boston et à l'intérieur de la boucle de la route 128, excepté l'Interstate 93 et l'Interstate 90 (Mass Pike). Les seuls segments de l'Interstate 95 qui furent construits à l'intérieur des limites de la route 128 furent la Northeast Expressway (U.S. Route 1) jusqu'à Saugus, ainsi que l'artère centrale (Central Artery), coupant le quartier de North End du centre de Boston. La Southwest Expressway ainsi que la Inner Belt faisaient partie des autoroutes rejetées.
Par la suite, plusieurs propositions furent mises sur la table entre 1972 et 1974 pour prolonger l'Interstate 95 vers le nord, vers Danvers et l'actuelle I-95 à Peabody. Durant ce temps, l'I-95 parcourait tout le tracé de l'Interstate 93 entre Canton et Braintree, puis la Southeast Expressway (I-93) et l'artère centrale dans Boston et, finalement, la Northeast Expressway jusqu'à Saugus, à travers Chelsea et Revere. Lorsque l'aéroport prolongement de la Northeast Expressway fut abandonné en 1974, l'Interstate 95 fut réalignée sur son tracé actuel, en chevauchement avec la route 128 du Massachusetts autour du grand Boston. L'Interstate 93 fut quant à elle prolongée jusqu'à l'Interstate 95 à Canton pour favoriser le lien avec le centre de Boston depuis l'I-95 nord. Les plans de l'autoroute abandonnée entre Saugus et Danvers peuvent toujours être visibles de nos jours, alors que plusieurs viaducs et des rampes fantômes inutilisées sont toujours présents, qui devaient transporter les automobilistes sur l'Interstate 95,.

## Disposition des voies
Entre la frontière avec le Rhode Island et Canton, où elle devient l'autoroute de contournement de Boston, elle possède 6 voies (configuration 3-3). Aussitôt arrivée sur la voie de contournement, elle possède 8 voies (4 voies par direction), mais elle retombe à 6 voies entre les sorties 16 et 20. Entre les sorties 20 à 37 (I-93 à Woburn), elle est encore à 8 voies (4-4), puis redevient à 6 voies jusqu'à Peabody, où elle se sépare de la voie de contournement de Boston. De ce point à la frontière avec le New Hampshire, elle est une autoroute à 8 voies (4-4), excepté entre la sortie 57 et la sortie 59 (avec l'I-495), à Newburyport, où elle ne possède que 6 voies. En bref, elle n'est jà si une autoroute simple à 4 voies (2-2) au Massachusetts.

## Autoroutes auxiliaires
L'Interstate 95 possède officiellement 3 autoroutes alternatives dans l'État :
- L'interstate 195 est une autoroute connectrice entre la grande région de Providence, au Rhode Island, et Cape Cod, alors qu'elle dessert le sud du Massachusetts et la région de New Bedford. Cette autoroute mesure environ 35 miles, et plus de 32 miles sont présents du côté du Massachusetts. Elle part de l'I-95 pour se terminer sur l'Interstate 495 à Wareham[2].
- L'interstate 295 est l'autoroute de contournement nord-ouest de Providence. Malgré le fait qu'une bonne partie de son tracé est situé du côté du Rhode Island, 3 miles sont présents du côté du Massachusetts, à Attleboro. Elle est particulièrement utile pour parcourir le lien Boston-New York en évitant le centre de Providence[2].
- L'interstate 495 est une autoroute très importante du Massachusetts, étant l'autoroute de contournement de la grande agglomération de Boston. Elle relie Cape Cod (la US 6) à l'I-95 à Amesbury, en passant par Franklin, Marlborough, Lowell, Lawrence et Haverhill notamment. Elle est très empruntée[2].

## Aires de service
| Liste des aires de service de l'Interstate 95 au Massachusetts | Liste des aires de service de l'Interstate 95 au Massachusetts | Liste des aires de service de l'Interstate 95 au Massachusetts | Liste des aires de service de l'Interstate 95 au Massachusetts | Liste des aires de service de l'Interstate 95 au Massachusetts | Liste des aires de service de l'Interstate 95 au Massachusetts                                      |
| Ville                                                          | Nom                                                            | Mile                                                           | Entre Sortie...                                                | Direction(s)                                                   | Commerces / Installations présents                                                                  |
| -------------------------------------------------------------- | -------------------------------------------------------------- | -------------------------------------------------------------- | -------------------------------------------------------------- | -------------------------------------------------------------- | --------------------------------------------------------------------------------------------------- |
| Attleboro                                                      | Attleboro Parking Area                                         | 3                                                              | 2–3                                                            | nord                                                           | Aucun commerce (stationnement et repos seulement)                                                   |
| Mansfield                                                      | Mansfield Rest Area                                            | 10                                                             | 5–6                                                            | nord                                                           | Toilettes, téléphones, aire de repos                                                                |
| North Attleborough                                             | North Attleborough Parking Area                                | 10                                                             | 5–6                                                            | sud                                                            | Toilettes, téléphones, aire de repos                                                                |
| Westwood                                                       | Westwood Rest Area                                             | 29                                                             | 13–14                                                          | sud                                                            | Toilettes, téléphones, aire de repos                                                                |
| Dedham                                                         | Dedham Truck Turnout                                           | ~35                                                            | 16–17                                                          | sud                                                            | aucun commerce, stationnement seulement                                                             |
| Dedham                                                         | Dedham Parking Area                                            |                                                                | 17–18                                                          | sud                                                            | stationnement, téléphones                                                                           |
| Newton                                                         | Newton Service Plaza                                           |                                                                | 21–22                                                          | sud                                                            | McDonald (24h avec essence), Honey Dew Donuts                                                       |
| Lexington                                                      | Lexington Service Plaza                                        |                                                                | 29–30                                                          | nord                                                           | McDonald (24h avec essence), Honey Dew Donuts, Original Pizza of Boston (Pizza originale de Boston) |
| Asmebury                                                       | Massachusetts Welcome Center                                   | 90                                                             | ~60                                                            | sud                                                            | Information touristique, toilettes, téléphones                                                      |

## Futur
Des travaux sont actuellement en cours pour élargir l'Interstate 95 entre les sorties 16 et 20, entre la route 109 et la route 9 (de Dedham à Wellesley, où les bouchons de circulation devenaient très fréquents. Ces travaux devraient être complétés en 2015. De plus, une autre zone de construction est située à Newburyport, pour élargir l'Interstate 95 de 6 à 8 voies, mais aussi pour reconstruire le pont John Greenleaf Whittier au-dessus de la rivière Merrimack, pour un coût de 285 millions $.

## Limites de vitesse
À l'extérieur de la voie de contournement de Boston, la limite de vitesse est de 65 mph (110 km/h), tandis que la zone sur la voie de contournement de Boston est limitée à 55 mph (90 km/h). De plus, alors que l'I-95 possède 2 courbes prononcées pour entrer et sortir de la voie de contournement, les limites de vitesse sont de 25 mph (40 km/h) à Canton et de 45 mph (70 km/h) à Peabody.

## Liste des échangeurs
| Liste des échangeurs de l'Interstate 95 au Massachusetts                                     | Liste des échangeurs de l'Interstate 95 au Massachusetts                                                     | Liste des échangeurs de l'Interstate 95 au Massachusetts | Liste des échangeurs de l'Interstate 95 au Massachusetts | Liste des échangeurs de l'Interstate 95 au Massachusetts                              | Liste des échangeurs de l'Interstate 95 au Massachusetts |
| Emplacement                                                                                  | Mile | km                                                       | #                                                        | Intersection / Destinations                                                           | Notes |
| -------------------------------------------------------------------------------------------- | --- | -------------------------------------------------------- | -------------------------------------------------------- | ------------------------------------------------------------------------------------- | --- |
| Frontière Massachusetts-Rhode Island                                                         | 0,00 | 0,00                                                     | I-95 sud, Providence (RI), New Haven (CT), New York (NY) | I-95 sud, Providence (RI), New Haven (CT), New York (NY)                              | Extrémité sud de la I-95 au Massachusetts (6 voies) |
| Attleboro                                                                                    | 0,47 | 0,76                                                     | 1                                                        | US 1 sud (Broadway), Pawtucket (RI)                                                   | sortie sud et entrée nord seulement |
| Attleboro                                                                                    | 1,21 | 1,95                                                     | 2AB                                                      | MA-1A (Newport Avenue), vers US 1, South Attleboro, Pawtucket (RI)                    | numérotée 2A vers le sud (Pawtucket) et 2B vers le nord (South Attleboro) |
| Attleboro                                                                                    | 4,20 | 6,76                                                     | 3AB                                                      | MA-123, South Attleboro, Attleboro, Norton, Valley Falls (RI), Chartley               | numérotée 3A vers l'est (Attleboro) et 3B vers l'ouest (Valley Falls), en direction sud seulement                                                                                           |
| Attleboro                                                                                    | 5,86 | 9,43                                                     | 4                                                        | I-295 sud, Woonsocket (RI), Warwick (RI), New Haven (CT)                              | |
| North Attleboro                                                                              | 6,92 | 11,14                                                    | 5                                                        | Vers MA-152, North Attleboro, Attleboro                                               | |
| Mansfield                                                                                    | 11,59 | 18,65                                                    | 6AB                                                      | I-495, Worcester, Middleboro, Hyannis, Cape Cod, Lowell, Marlborough                  | échangeur en trèfle; numérotée 6A vers le sud (Cape Cod) et 6B vers le nord (Lowell/Marlborough)                                                                                            |
| Foxborough                                                                                   | 12,95 | 20,84                                                    | 7AB                                                      | MA-140, Foxboro, Mansfield                                                            | numérotée 7A vers le sud (Mansfield) et 7B vers le nord (Foxboro) |
| Sharon                                                                                       | 16,63 | 26,76                                                    | 8                                                        | South Main Street, Mechanic Street, Sharon, Foxboro, Stoughton                        | |
| Sharon                                                                                       | 19,22 | 30,93                                                    | 9                                                        | US 1, vers MA-27, Walpole, Foxboro, Norfolk                                           | |
| Walpole                                                                                      | 21,05 | 33,88                                                    | 10                                                       | Coney Street, Sharon, Walpole, East Walpole                                           | |
| Norwood                                                                                      | 23,28 | 37,47                                                    | 11AB                                                     | Neponset Street, Norwood, Canton, Brockton                                            | numérotée 11A vers l'est (Canton) et 11B vers l'ouest (Norwood) |
| Canton                                                                                       | 26,34 | 42,39                                                    | 12                                                       | I-93 nord, US 1 nord, MA-128 nord, vers MA-3 sud, Braintree, Quincy, Cape Cod, Boston | Principal accès à Boston depuis la I-95 nord; début du multiplex avec la MA-128 et la US-1; terminus sud de la MA-128 ainsi que de l'I-93; échangeur trumpet (grande courbe pour I-95 nord) |
| L'I-95 entre sur la voie de contournement de Boston, ou vice-versa (Yankee Division Highway) | |                                                          |                                                          |                                                                                       | |
| Dedham                                                                                       | 27,44 | 44,16                                                    | 13                                                       | University Avenue, Islington                                                          | |
| Westwood                                                                                     | 28,65 | 46,11                                                    | 14                                                       | East Street, Canton Street, Oakdale, Islington                                        | |
| Dedham                                                                                       | 29,32 | 47,19                                                    | 15AB                                                     | US 1 sud, vers MA-1A, Islington, Brookline                                            | fin du multiplex avec la US 1; numérotée 15A vers le sud (Islington) et 15B vers le nord (Brookline)                                                                                        |
| Dedham                                                                                       | 30,83 | 49,62                                                    | 16AB                                                     | MA-109 (High Street), Westwood, Dedham                                                | Numérotée 16A vers l'est (Dedham) et 16B vers l'ouest (Westwood) |
| Dedham                                                                                       | 32,31 | 52,00                                                    | 17                                                       | MA-135 (Dedham Avenue, Common Street), Needham, Wellesley, Natick                     | |
| Needham                                                                                      | 32,77 | 52,74                                                    | 18                                                       | Great Plain Avenue, Needham Street, Dedham, West Roxbury                              | |
| Needham                                                                                      | 35,54 | 57,20                                                    | 19AB                                                     | Highland Avenue, Needham Heights, Newton Highlands                                    | numérotée 19A vers l'est (Newton Highlands) et 19B vers l'ouest (Needham Heights) |
| Wellesley                                                                                    | 36,61 | 58,92                                                    | 20AB                                                     | MA-9A (Boston-Worcester Turnpike), Boston, Brookline, Framingham, Worcester           | numérotée 20A vers l'est (Boston) et 20B vers l'ouest (Worcester) |
| Newton                                                                                       | 37,98 | 61,12                                                    | 21AB                                                     | MA-16 (Washington Street), Newton, Waban, Wellesley                                   | numérotée 21A vers l'est (Newton) et 21B vers l'ouest (Wellesley) |
| Newton                                                                                       | 38,32 | 61,67                                                    | 22                                                       | Grove Street, Newton                                                                  | |
| Weston                                                                                       | 38,78 | 62,41                                                    | 23                                                       | Recreation Road                                                                       | sortie nord et entrée nord seulement |
| Weston                                                                                       | 39,05 | 62,84                                                    | 24                                                       | MA-30 (South Avenue), Newton, Wayland                                                 | échangeur situé après la sortie 25 direction nord |
| Weston                                                                                       | 39,21 | 63,10                                                    | 25                                                       | I-90 (Mass Pike), Boston, Worcester, Springfield, Albany (NY)                         | sortie 14-15 de l'I-90; autoroute à péage; principale autoroute ouest-est du Massachusetts                                                                                                  |
| Waltham                                                                                      | 41,21 | 66,32                                                    | 26                                                       | US 20 (Main Street), Waltham, Weston, Watertown                                       | |
| Waltham                                                                                      | 43,08 | 69,33                                                    | 27AB                                                     | 3rd Avenue, Wyman Street, Totten Pond Road, Winter Street, Waltham                    | numérotée 27A (3rd Avenue/Wyman Street) et 27B (Totten Pond Road/Winter Road) |
| Waltham                                                                                      | 44,34 | 71,36                                                    | 28AB                                                     | Trapelo Road, Belmont, Lincoln, Waverly                                               | numérotée 28A (Belmont) et 28B (Lincoln) en direction nord |
| Lexington                                                                                    | 45,23 | 72,79                                                    | 29AB                                                     | MA-2 (Concord Turnpike), Cambridge, Arlington, Acton                                  | sortie 52AB sur la MA-2; numérotée 29A vers l'est (Cambridge) et 29B vers l'ouest (Acton)                                                                                                   |
| Lexington                                                                                    | 46,29 | 74,50                                                    | 30AB                                                     | MA-2A (Great Road, Marrett Road), East Lexington, Concord                             | numérotée 30A vers l'est (East Lexington) et 30B vers l'ouest (Concord) |
| Lexington                                                                                    | 48,50 | 78,05                                                    | 31AB                                                     | MA-4, MA-225 (Bedford Street), Lexington, Bedford                                     | numérotée 31A vers le sud (Lexington) et 31B vers le nord (Bedford) |
| Burlington                                                                                   | 49,86 | 80,24                                                    | 32A                                                      | US 3 nord, Lowell, Nashua (NH)                                                        | section autoroutière de la US 3; début du multiplex avec la US 3 |
| Burlington                                                                                   | 49,86 | 80,24                                                    | 32B                                                      | Middlesex Turnpike, Arlington, Burlington                                             | |
| Burlington                                                                                   | 51,56 | 82,98                                                    | 33AB                                                     | US 3 sud, MA-3A nord, Winchester, Arlington, Burlington                               | fin du multiplex avec la US 3; numérotée 33A vers le sud (Winchester) et 33B vers le nord (Burlington)                                                                                      |
| Burlington                                                                                   | 52,43 | 84,38                                                    | 34                                                       | Winn Street, Woburn, Burlington, Wynnmere                                             | |
| Woburn                                                                                       | 53,53 | 86,15                                                    | 35                                                       | MA-38, Woburn, Wilmington                                                             | |
| Woburn                                                                                       | 54,92 | 88,39                                                    | 36                                                       | Washington Street, Woburn, Reading                                                    | |
| Reading                                                                                      | 55,51 | 89,33                                                    | 37AB                                                     | I-93, Boston, Concord (NH), Manchester (NH), Vermont (via I-89)                       | numérotée 37A vers le sud (Boston) et 37B vers le nord (Concord/Manchester/I-89); échangeur en trèfle                                                                                       |
| Reading                                                                                      | 56,36 | 90,70                                                    | 38AB                                                     | MA-28 (Main Street), Stoneham, Reading                                                | numérotée 38A vers le sud (Stoneham) et 38B vers le nord (Reading) |
| Wakefield                                                                                    | 57,57 | 92,65                                                    | 39                                                       | North Avenue, Reading, Wakefield                                                      | |
| Wakefield                                                                                    | 58,32 | 93,86                                                    | 40                                                       | MA-129 (Lowell Street, Main Street), Wakefield, Wilmington                            | |
| Lynnfield                                                                                    | 58,32 | 93,86                                                    | 41                                                       | Main Street, Lynnfield, Wakefield                                                     | |
| Wakefield                                                                                    | 60,65 | 97,61                                                    | 42                                                       | Salem Street, Montrose Avenue, Wakefield, North Saugus                                | |
| Lynnfield                                                                                    | 61,30 | 98,65                                                    | 43                                                       | Walnut Street, Lynnfield, North Saugus, Saugus                                        | |
| Peabody                                                                                      | 62,69 | 100,89                                                   | 44AB                                                     | US 1, Boston, Danvers, Lynn, MA-129                                                   | numérotée 44A vers le sud (Boston) et 44B vers le nord (Danvers) |
| Peabody                                                                                      | 64,42 | 103,67                                                   | 45                                                       | MA-128 nord, Gloucester, Salem                                                        | fin du multiplex avec la MA-128; sortie 29 de la MA-128; la I-95 courbe vers le nord |
| Peabody                                                                                      | La I-95 quitte la voie de contournement de Boston pour suivre la côte Atlantique vers le nord, ou vice-versa |                                                          |                                                          |                                                                                       | |
| Peabody                                                                                      | 66,13 | 106,43                                                   | 46                                                       | US 1 sud, Boston, Revere                                                              | sortie sud et entrée nord; principal accès au centre de Boston depuis la I-95 sud |
| Danvers                                                                                      | 67,11 | 108,00                                                   | 47AB                                                     | MA-114, Peabody, Middleton                                                            | depuis direction sud, il faut utiliser la sortie 50; numérotée 47A vers l'est (Danvers) et 47B vers l'ouest (Middleton)                                                                     |
| Danvers                                                                                      | 67,74 | 109,02                                                   | 48                                                       | Centre Street, Danvers                                                                | sortie sud et entrée sud également seulement |
| Danvers                                                                                      | 68,76 | 110,66                                                   | 49                                                       | MA-62, Middleton, Danvers                                                             | depuis la direction sud, accessible via la sortie 50 |
| Danvers                                                                                      | 69,65 | 112,09                                                   | 50                                                       | US 1, Topsfield, Danvers                                                              | |
| Boxford                                                                                      | 72,06 | 115,97                                                   | 51                                                       | Endicott Road, Middleton, Topsfield                                                   | |
| Boxford                                                                                      | 73,76 | 118,71                                                   | 52                                                       | Topsfield Road, Topsfield, Boxford                                                    | |
| Boxford                                                                                      | 75,98 | 122,28                                                   | 53AB                                                     | MA-97, Georgetown, Topsfield                                                          | numérotée 53A vers le sud (Topsfield) et 53B vers le nord (Georgetown) |
| Georgetown                                                                                   | 77,83 | 125,26                                                   | 54AB                                                     | MA-133, Georgetown, Rowley, Lawrence                                                  | numérotée 54A vers l'est (Rowley) et 54B vers l'ouest (Georgetown) |
| Newbury                                                                                      | 81,32 | 130,87                                                   | 55                                                       | Byfield, Glen Mills                                                                   | |
| West Newbury                                                                                 | 83,14 | 133,80                                                   | 56                                                       | Scotland Road, West Newbury, Newbury                                                  | |
| Newburyport                                                                                  | 85,82 | 138,11                                                   | 57                                                       | MA-113, West Newbury, Newbury, Newburyport                                            | |
| Amesbury                                                                                     | 87,91 | 141,48                                                   | 58AB                                                     | MA-110, Amesbury, Salisbury                                                           | numérotée 58A vers l'est (Salisbury) et 58B vers l'ouest (Amesbury) |
| Salisbury                                                                                    | 88,76 | 142,85                                                   | 59                                                       | I-495 sud, Lowell, Worcester                                                          | sortie sud et entrée nord seulement; en direction nord, accessible via la sortie 58B (ouest)                                                                                                |
| Salisbury                                                                                    | 90,03 | 144,89                                                   | 60                                                       | MA-286, Salisbury, Amesbury                                                           | |
| Frontière Massachusetts-New Hampshire                                                        | 92,00 | 148,06                                                   | I-95 nord, Portsmouth (NH), Portland (ME)                | I-95 nord, Portsmouth (NH), Portland (ME)                                             | Extrémité nord de la I-95 au Massachusetts |
| Échangeur incomplet Multiplex                                                                | |                                                          |                                                          |                                                                                       | |